# Par suite d'un arrêt de travail...
Pour plus de détails, voir Fiche technique et Distribution.
Par suite d'un arrêt de travail… est une comédie française réalisée et écrite par Frédéric Andréi, sortie en salles le 2 juillet 2008.

## Synopsis
À la suite d'une grève générale, deux hommes doivent alors cheminer ensemble de Paris à Rome en voiture. L'un est très nerveux, l'autre très détendu. La route risque d'être longue... Car même s'ils vont au même endroit, leur façon de voyager est paradoxalement opposée.

## Fiche technique
- Titre français : Par suite d'un arrêt de travail...
- Réalisateur : Frédéric Andréi
- Scénario et adaptation : Frédéric Andréi, Nolwenn Lemesle et Isabelle Texier
- Conseiller au scénario : Jean-Loup Dabadie
- Production : Patrick Godeau
- Musique : Nicolas Errèra
- Format : couleur
- Genre : comédie et road movie
- Date de sortie : 
  - France : 2 juillet 2008

## Distribution
- Patrick Timsit : Marc Roux
- Charles Berling : Vincent Disse
- Dominique Blanc : Fabienne
- Sophie Quinton : Valérie
- Bibi Naceri : Aziz
- Philippe Duquesne : Pierrot
- Stefano Cassetti : Un routier italien
- Raffaele Pisu : Vincenzo Del Angelo
- Chick Ortega : Le patron du bowling
- Jo Prestia : Un routier gréviste
- Élisabeth Commelin : L'infirmière en grève
- Virginia Anderson : Jeanne
- Éric Etcheverry : le cadre
- Pascal Rocher : un routier